# Jadwiga Jagiellonka (1513–1573)
Jadwiga Jagiellonka (ur. 15 marca 1513 w Poznaniu, zm. 7 lutego 1573 w Alt Ruppin) – królewna polska, księżniczka litewska, elektorowa brandenburska. Córka Zygmunta I Starego. Z jej osobą wiązały się liczne plany matrymonialne, ostatecznie w 1535 roku poślubiła Joachima II Hektora, elektora brandenburskiego. Pomimo że jej mąż popierał luteranizm, pozostała katoliczką.

## Pochodzenie i dzieciństwo
Była starszą córką Zygmunta I Starego, króla Polski i wielkiego księcia litewskiego, i jego pierwszej żony Barbary Zapolyi. Jej rodzoną siostrą była Anna (ur. 1 lipca 1515, zm. 8 maja 1520), a przyrodnim rodzeństwem: Izabela, Zygmunt II August, Zofia, Anna, Katarzyna i Olbracht.
Jadwiga urodziła się w Poznaniu w domu miejscowego biskupa Jana z Lubrańca. Istnieją pewne rozbieżności odnośnie do daty urodzenia polskiej królewny. Ludwik Decjusz i Dziennik Łukasza Noskowskiego podają, że urodziła się 25 marca 1513 roku, z kolei Acta Tomicana przekazały datę 15 marca. Badacze uważają ten ostatni przekaz za wiarygodny, ponieważ w liście z 16 marca 1513 Zygmunt I Stary pisał do swojej młodszej siostry Elżbiety o narodzinach córki. Jadwiga została ochrzczona 19 marca 1513, a jej rodzicami chrzestnymi byli wojewoda poznański Mikołaj Lubrański i jego żona.
Po śmierci matki wychowaniem Jadwigi i jej młodszej siostry Anny zajęli się ochmistrz Mikołaj Piotrowski, Zofia Szydłowiecka (żona Krzysztofa), Elżbieta Zborowska z Szydłowieckich oraz Anna Szydłowiecka z Tęczyńskich. Obie córki Barbary Zapolyi mieszkały w „Domu Królewien” na Wzgórzu Wawelskim.
Nie zachowały się informacje na temat wykształcenia Jadwigi.

## Plany matrymonialne związane z Jadwigą
W 1519 roku Zygmunt I Stary, występujący jako elektor Rzeszy w zastępstwie swojego małoletniego bratanka – czeskiego króla Ludwika Jagiellończyka – w zamian za oddanie głosu na Karola V Habsburga chciał, aby brat tego ostatniego – Ferdynand poślubił Jadwigę. Do zaręczyn, wobec sprzeciwu Habsburgów, jednak nie doszło.
W 1522 roku Karol V Habsburg wysunął propozycję zaręczyn Jadwigi z Janem Fryderykiem, następcą saskiego tronu. Gdy ten projekt upadł, cesarz wysunął kandydaturę Fryderyka II Gonzagi, markiza Mantui.
W 1523 roku Joachim I Nestor, elektor brandenburski, chciał doprowadzić do zaręczyn jednego ze swoich synów z Jadwigą. Projekt ten popierali m.in. wielki mistrz krzyżacki Albrecht Hohenzollern i kanclerz Krzysztof Szydłowiecki.
W marcu tego samego roku podjęto rozmowy na temat wydania Jadwigi za Stanisława, księcia mazowieckiego. Władca ten przebywał od 23 stycznia do 12 marca w Krakowie, dokąd odprowadził swoją siostrę Zofię, narzeczoną węgierskiego możnowładcy Stefana Batorego. Stanisław jednak zmarł 8 sierpnia 1524 roku.
W lipcu 1524 roku papież Klemens VII proponował wydanie Jadwigi za Fryderyka Gonzagę; Zygmunt I Stary jednak odmówił. W tym samym roku Franciszek I, król Francji, wystąpił z planem poślubienia najstarszej córki polskiego króla przez Jakuba V, króla Szkocji.
Po śmierci księcia mazowieckiego Stanisława polski dwór starał się o wydanie Jadwigi za jego młodszego brata Janusza III. Z tego powodu w 1525 roku odmówiono ręki polskiej królewny Fryderykowi Gonzadze (ponownie) i Franciszkowi II Sforzy, księciu mediolańskiemu. Jednak już 10 marca 1526 roku Janusz III zmarł, przez co upadł kolejny projekt małżeński dotyczący Jadwigi.
W 1526 roku o rękę Jadwigi w imieniu szwedzkiego króla Gustawa I Wazy bezskutecznie starał się arcybiskup Johannes Magnus. W tym samym roku Jan Zápolya, król Węgier i wuj Jadwigi, starał się wydać siostrzenicę za Franciszka I, króla Francji. Mając nadzieję na ślub córki z francuskim władcą, Zygmunt I Stary w 1527 i 1528 roku odmówił ręki Jadwigi księciu bawarskiemu Ludwikowi X.
W 1529 roku Krzysztof Szydłowiecki i Jan Tarnowski zaproponowali Damiãowi de Góis, posłowi Jana III, króla portugalskiego, by ożenić królewskiego brata Ludwika z Jadwigą. Tymczasem Habsburgowie, zaniepokojeni możliwością poślubienia polskiej królewny przez księcia bawarskiego Ludwika, 18 kwietnia 1531 roku zaproponowali jako kandydata do jej ręki Fryderyka w rodu Wittelsbachów, młodszego brata Ludwika V, palatyna reńskiego, który zwlekał jednak z rozmowami, dlatego małżeństwo nie doszło do skutku.

## Ślub z Joachimem II Hektorem
W 1534 roku starania o rękę Jadwigi podjął Joachim II Hektor, syn elektora brandenburskiego Joachima I. Jego kandydaturę poparł Albrecht Hohenzollern, książę pruski, oraz biskup przemyski Jan Chojeński. Rozmowy na temat tego małżeństwa toczono w tajemnicy przez macochą Jadwigi, Boną Sforzą, nieprzychylną Hohenzollernom.
21 marca 1535 roku w Wilnie podpisano umowę małżeńską między przedstawicielami Zygmunta I Starego a posłami brandenburskimi. 10 czerwca tego samego roku papież Paweł III udzielił wymaganej dyspensy, gdyż Magdalena, pierwsza żona Joachima II, była siostrą cioteczną Jadwigi.
Mimo śmierci Joachima I (zmarł 11 lipca 1535 roku), daty ślubu jego syna nie przełożono. 29 sierpnia lub 1 września w Krakowie Jadwiga poślubiła Joachima II Hektora. Pierwszą datę podają źródła polskie, drugą brandenburskie. Badacze za wiarygodniejszą uznają pierwszą datę, znajdującą potwierdzenie w Rachunkach wielkorządowych krakowskich Seweryna Bonera.
Ślubu udzielił im biskup krakowski Piotr Tomicki. Jeszcze w czasie dwutygodniowych uroczystości weselnych, 9 września Joachim II zapisał żonie oprawę (m.in. hrabstwo Ruppin, miasta Alt Ruppin i Neuruppin).
Hohenzollernowie wiązali z tym małżeństwem spore nadzieję, bo w tym czasie Jadwiga była jedyną krewną i dziedziczką swojego wuja Jana Zápolyi, króla Węgier.

## Jadwiga jako elektorowa brandenburska
Od początku małżeństwa między Jadwigą a Joachimem II istniały pewne niesnaski. Już 19 lipca 1536 roku Zygmunt I Stary zwracał się do zięcia, by pozwolił swojej żonie trzymać na dworze Polaków, dopóki nie nauczy się języka niemieckiego.
Gdy w 1539 roku Joachim II, balansujący między katolicyzmem a luteranizmem, wprowadził ten ostatni do Brandenburgii, zaniepokojony Zygmunt Stary wysłał do Berlina biskupa kujawskiego Łukasza Górkę, któremu władca obiecał iż uszanuje wolność sumienia swojej polskiej żony.
Towarzyszyła mężowi na sejmach Rzeszy – w 1541 roku w Ratyzbonie, a w 1547 roku w Augsburgu. 7 stycznia 1551 roku w zameczku Grimnitz Jadwiga przeżyła ciężki wypadek – pod nią i jej mężem zawaliła się podłoga komnaty. Polska królewna w wyniku wypadku stała się kaleką – do końca życia poruszała się o kulach. Jej mąż zdołał w ostatniej chwili chwycić się wystającej belki.
Od czasu tego wypadku datuje się ostateczny rozpad małżeństwa Jadwigi. Joachim II odsunął się od żony, posiadał dodatkowo liczne metresy (z nich najbardziej znana była Anna Sydow).
Jadwiga owdowiała 3 stycznia 1571 roku. Początkowo po śmierci męża mieszkała w Cölln pod Berlinem. Dopiero 30 stycznia 1572 roku – ze względu na trwające prace remontowe – przeniosła się do swojego zameczku w Alt Ruppin.
Od śmierci Joachima do końca życia walczyła o uzyskanie całej oprawy ze swoim pasierbem Janem Jerzym. Mediatorami w tym sporze były m.in. stany brandenburskie oraz Juliusz, książę brunszwicki, zięć Jadwigi.
Jadwiga zmarła 7 lutego 1573 roku w Alt Ruppin. Została pochowana w Cölln.

## Potomstwo
Z małżeństwa Jadwigi Jagiellonki i Joachima II pochodziło sześcioro dzieci:
- Elżbieta Magdalena, ur. 6 września 1537, zm. 22 sierpnia 1595, od 1559 żona Franciszka Ottona, księcia brunszwicko-lüneburskiego,
- Zygmunt, ur. 2 grudnia 1538, zm. 14 września 1566, biskup Magdeburga i Halberstadt,
- Jadwiga, ur. 23 lutego 1540, zm. 21 października 1602, od 1560 żona Juliusza, księcia brunszwickiego na Wolfenbüttel,
- Zofia, ur. 14 grudnia 1541, zm. 27 czerwca 1564, od 1561 żona Wilhelma z Rosenberga,
- Joachim, ur. ok. 1543, zm. 23 marca 1544,
- nieznana z imienia córka, ur. i zm. 1545 – ze względu na fakt, że nie jest znane jej imię, sądzi się, że zmarła wnet po urodzeniu.

## Genealogia
| Kazimierz IV Jagiellończyk ur. 30 XI 1427 zm. 7 VI 1492 | Kazimierz IV Jagiellończyk ur. 30 XI 1427 zm. 7 VI 1492 |                                            |                                            | Elżbieta Rakuszanka ur. 1436 zm. 30 VIII 1505 | Elżbieta Rakuszanka ur. 1436 zm. 30 VIII 1505 |  |  | Stefan Zápolya ur. XV w. zm. 25 XII 1499 | Stefan Zápolya ur. XV w. zm. 25 XII 1499 |                                                |                                                | Jadwiga cieszyńska ur. 1469-1472 zm. 16 IV 1521 | Jadwiga cieszyńska ur. 1469-1472 zm. 16 IV 1521 |
|                                                         |                                                         |                                            |                                            |                                               |                                               |  |  |                                          |                                          |                                                |                                                |                                                 |                                                 |
|                                                         |                                                         |                                            |                                            |                                               |                                               |  |  |                                          |                                          |                                                |                                                |                                                 |                                                 |
|                                                         |                                                         | Zygmunt I Stary ur. 1 I 1467 zm. 1 IV 1548 | Zygmunt I Stary ur. 1 I 1467 zm. 1 IV 1548 |                                               |                                               |  |  |                                          |                                          | Barbara Zápolya ur. 1495 lub 1496 zm. 2 X 1515 | Barbara Zápolya ur. 1495 lub 1496 zm. 2 X 1515 |                                                 |                                                 |
|                                                         |                                                         |                                            |                                            |                                               |                                               |  |  |                                          |                                          |                                                |                                                |                                                 |                                                 |
|                                                         |                                                         |                                            |                                            |                                               |                                               |  |  |                                          |                                          |                                                |                                                |                                                 |                                                 |
|                                                         |                                                         |                                            |                                            |                                               |                                               |  |  |                                          |                                          |                                                |                                                |                                                 |                                                 |

|                                                   |                                                   | Joachim II Hektor ur. 13 I 1505 zm. 3 I 1571 OO 29 VIII lub 1 IX 1535 | Joachim II Hektor ur. 13 I 1505 zm. 3 I 1571 OO 29 VIII lub 1 IX 1535 | Jadwiga Jagiellonka ur. 15 III 1513 zm. 7 II 1573 | Jadwiga Jagiellonka ur. 15 III 1513 zm. 7 II 1573 |                                      |                                      |                                      |                                      |
|                                                   |                                                   |                                                                       |                                                                       |                                                   |                                                   |                                      |                                      |                                      |                                      |
|                                                   |                                                   |                                                                       |                                                                       |                                                   |                                                   |                                      |                                      |                                      |                                      |
|                                                   |                                                   |                                                                       |                                                                       |                                                   |                                                   |                                      |                                      |                                      |                                      |
| Elżbieta Magdalena ur. 6 IX 1537 zm. 22 VIII 1595 | Elżbieta Magdalena ur. 6 IX 1537 zm. 22 VIII 1595 | Zygmunt ur. 2 XII 1538 zm. 14 IX 1566                                 | Zygmunt ur. 2 XII 1538 zm. 14 IX 1566                                 | Jadwiga ur. 2 III 1540 zm. 21 X 1602              | Jadwiga ur. 2 III 1540 zm. 21 X 1602              | Zofia ur. 14 XII 1541 zm. 27 VI 1564 | Zofia ur. 14 XII 1541 zm. 27 VI 1564 | Joachim ur. ok. 1543 zm. 23 III 1544 | Joachim ur. ok. 1543 zm. 23 III 1544 |
|                                                   |                                                   |                                                                       |                                                                       |                                                   |                                                   |                                      |                                      |                                      |                                      |
| nieznana z imienia córka ur. 1545 zm. 1545        |                                                   |                                                                       |                                                                       |                                                   |                                                   |                                      |                                      |                                      |                                      |

gengen